# Sofia af Danmark (død 1247)
 For alternative betydninger, se Sofia af Danmark. (Se også artikler, som begynder med Sofia af Danmark)
Sofia af Danmark (død 1247) var en dansk prinsesse, datter af kong Valdemar Sejr af Danmark og hans dronning Berengaria.
Sofia blev i 1230 gift med markgreve Johan 1. af Brandenburg, der sammen med sin bror Otto den Fromme grundlagde Berlin,  som første gang omtales i 1244. 
Sofia måtte opleve, at hendes brødre, Erik Plovpenning og Abel af Danmark, kom i krig indbyrdes. Hun påtog sig opgaven at mægle mellem dem og rejste derfor i vinteren 1247 fra Brandenburg til Danmark til trods for, at hun på det tidspunkt var gravid. Rejsen fremkaldte en tidlig forløsning, som forårsagede hendes død. Ligesom sin mor døde hun i barselseng. Hun og den nyfødte blev gravlagt i Flensborg. 

## Børn
Sofias børn med Johan 1. af Brandenburg:
- Johan 2. af Brandenburg (omkring 1237 – 1281), medregerende markgreve af Brandenburg.
- Otto 4. "med pilen" af Brandenburg (omkring 1238–1308), markgreve af Brandenburg.
- Erik af Brandenburg (omkring 1242–1295), ærkebiskop af Magdeburg 1283–1295.
- Konrad 1. af Brandenburg (ca. 1240–1304), medregent som markgreve af Brandenburg, fader til Valdemar af Brandenburg.
- Helene (1241/42 –1304), gift 1258 med markgreven Dietrich af Landsberg, (1242–1285), der skænkede Leipzig vigtige privilegier. [4]